# Lacarry-Arhan-Charritte-de-Haut
Lacarry-Arhan-Charritte-de-Haut (in basco Lakarri-Arane-Sarrikotagaine) è un comune francese di 131 abitanti situato nel dipartimento dei Pirenei Atlantici nella regione della Nuova Aquitania.

## Società

### Evoluzione demografica
Abitanti censiti